# Extras (serie televisiva)
Extras è una serie televisiva britannica scritta e interpretata da Ricky Gervais e Stephen Merchant.

## Trama
La sitcom segue le vicende di Andy e Maggie, che di professione fanno le comparse.

## Episodi
| Stagione           | Episodi | Prima TV UK | Prima TV Italia |
| ------------------ | ------- | ----------- | --------------- |
| Prima stagione     | 6       | 2005        | 2007            |
| Seconda stagione   | 6       | 2006        | 2007            |
| Speciale natalizio | 1       | 2007        | inedito         |

## Personaggi e interpreti
- Andy Millman (stagioni 1-2), interpretato da Ricky Gervais, doppiato da Roberto Pedicini.
- Maggie Jacobs (stagioni 1-2), interpretata da Ashley Jensen, doppiata da Cristiana Lionello.
- Agente Darren Lamb (stagioni 1-2), interpretato da Stephen Merchant, doppiato da Alberto Angrisano.
- Barry (stagioni 1-2), interpretato da Shaun Williamson.
- Greg Lindley-Jones (stagioni 1-2), interpretata da Shaun Pye.